# The Right Way
Pour plus de détails, voir Fiche technique et Distribution.
The Right Way est un film muet américain, réalisé par Sidney Olcott avec Joseph Marquis et Edwards Davis dans les rôles principaux, sorti aux États-Unis en 1921. Un plaidoyer pour le respect des droits des prisonniers, mené par Thomas Mott Osborne, ancien directeur de Sing Sing, le pénitencier.

## Fiche technique
- Réalisation : Sidney Olcott
- Scénario : Basil Dickey
- Chef-opérateur :
- Production : Thomas Mott Osborne
Edouard MacManus
- Distribution : Producers Security Corp
- Longueur : 7 bobines
- Date de sortie : 1921

## Distribution
- Joseph Marquis : le jeune homme riche
- Sidney D'Albrook : le jeune homme pauvre
- Edwards Davis : le père du jeune homme riche
- Helen Lindroth : la mère du jeune homme riche
- Vivienne Osborne : la fiancée du jeune homme riche
- Anniez Ecleston : la mère du jeune homme pauvre
- Helen Ferguson : la fiancée du jeune homme pauvre
- Elsie MacLeod : la sœur du jeune homme pauvre
- Tammany Young :
- Thomas Brooks : le nouveau directeur

## Anecdotes
Inspirateur et producteur du film, Thomas Mott Osborne a été directeur de la prison de Sing Sing et de la prison navale de Portsmouth à Kittery dans le Maine. Sidney Olcott est membre d'une association en faveur des prisonniers (Mutual League of Prisoners).
Titre de travail : The Gray Brother.
Le film est considéré comme perdu. Il n'est jamais sorti en France.